# 리처드 페디
리처드 페디(Richard Peddie, 1947년 ~ )는 캐나다의 기업인이자 메이플 리프 스포츠 앤드 엔터테인먼트의 회장이자 CEO로 토론토 랩터스와 토론토 FC의 공동 구단주이다.
MLSE에 접근해 15억 달러에 이르는 가치를 올리고, 2008년 내셔널 하키 리그에서 메이플 리프는 4억 4800만 달러의 가장 가치 있는 프랜차이즈가 되었다.
2006년 7월 입장료 티켓을 절감하고 콜린 맥어노이와 결혼하였다. 현재 윈저 대학의 대학원 경영학 학위를 딴 명예 법학 박사이다.
1995년 래리 테넌봄으로부터 토론토 랩터스를 인수받았다.